# Kavkazský front (druhá světová válka)

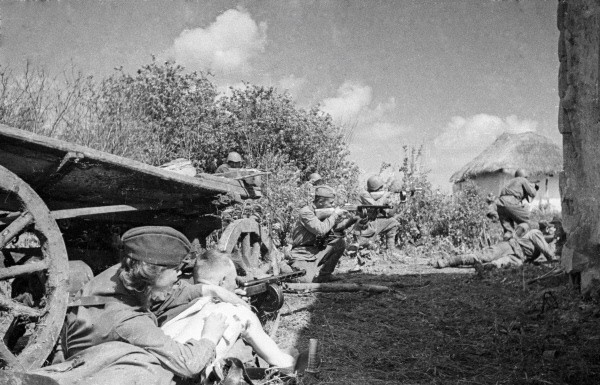
Boje ve vesnici na Kavkazském frontu

Kavkazský front (druhá světová válka) (rusky Кавказский фронт) byl název vojenské formace Rudé armády za druhé světové války.

## Historie
Kavkazský front vznikl 30. prosince 1941 přejmenováním Zakavkazského frontu. Nezávisle na změně názvu vojska frontu pokračovala v Kerčsko-feodosijské operaci započaté 26. prosince silami 51. a 44. armády a do 2. ledna obsadila Kerčský poloostrov s městy Kerčí a Feodosijí.
Na návrh představitele Hlavního stanu Lva Mechlise podpořeného generálním štábem byl 28. ledna front rozdělen, vojska na Kerčském poloostrově byla podřízena dosavadnímu štábu pod novým názvem Krymský front, vojska v Zakavkazsku obnovenému Zakavkazskému vojenskému okruhu.

## Podřízené jednotky
- 44. armáda (30. prosince 1941 - 28. ledna 1942)
- 45. armáda (30. prosince 1941 - 28. ledna 1942)
- 46. armáda (30. prosince 1941 - 28. ledna 1942)
- 47. armáda (30. prosince 1941 - 28. ledna 1942)
- 51. armáda (30. prosince 1941 - 28. ledna 1942)
- Sevastopolský obranný prostor (30. prosince 1941 - 28. ledna 1942)
- Černomořské loďstvo (30. prosince 1941 - 28. ledna 1942)
- Azovská flotila (30. prosince 1941 - 28. ledna 1942)

## Velení
Velitel
- 30. prosince 1941 - 28. ledna 1942 - generálporučík Dmitrij Timofejevič Kozlov

Člen vojenské rady
- 30. prosince 1941 - 28. ledna 1942 - divizní komisař Fjodor Afanasjevič Šamanin

Náčelník štábu
- 30. prosince 1941 - 28. ledna 1942- generálmajor Fjodor Ivanovič Tolbuchin